# Acidente ferroviário de Hatfield
O acidente ferroviário de Hatfield foi um acidente ferroviário em 17 de outubro de 2000, em Hatfield, Hertfordshire. Foi causado por um descarrilamento induzido por fadiga de metal, matando quatro pessoas e ferindo mais de 70.
O acidente expôs grandes deficiências de administração da empresa de infraestrutura ferroviária nacional privatizada Railtrack. Os relatórios descobriram que havia uma falta de comunicação e alguns funcionários não estavam cientes dos procedimentos de manutenção. Railtrack posteriormente entrou em administração e foi substituído por Network Rail. As consequências do acidente foram a redução generalizada dos limites de velocidade em toda a rede ferroviária e o endurecimento dos procedimentos de saúde e segurança, cujas repercussões ainda foram sentidas anos depois. Em 2005, tanto a Railtrack quanto a empreiteira Balfour Beatty foram consideradas culpadas de violar as leis de saúde e segurança.